# Afrikanska mästerskapen i friidrott 1984
Det tredje Afrikanska mästerskapen i friidrott arrangerades 1984 i Marockos huvudstad Rabat. 
Tävlingarna genomfördes på  Stade Moulay Abdellah . 
298 friidrottare från 28 länder deltog i mästerskapen som omfattade 22 grenar för herrar och 16 grenar för  damer.

## Resultat

### Herrar
100 meter

1 Chidi Imo, Nigeria, 10,40

2 Charles-Louis Seck, Senegal, 10,49

3 Eseme Ikpoto, Nigeria, 10,58

200 meter

1 Innocent Egbunike, Nigeria, 20,66

2 Eseme Ikpoto, Nigeria, 21,19

3 Ali Bakhta, Algeriet, 21,32

400 meter

1 Gabriel Tiacoh, Elfenbenskusten, 45,52

2 Sunday Uti, Nigeria, 46,16

3 El Kashief Hassan, Sudan, 46,47

800 meter

1 Sammy Koskei, Kenya, 1.45,17

2 Moussa Fall, Senegal, 1.45,56

3 Omer Khalifa, Sudan, 1.45,78

1 500 meter

1 Saïd Aouita, Marocko, 3.38,18

2 Omer Khalifa, Sudan, 3.39,90

3 Mehdi Aidet, Algeriet, 3.40,85

5 000 meter

1 Abderrazak Bounour, Algeriet, 13.41,94

2 Samson Obwocha, Kenya, 13.41,98

3 Kipsubai Koskei, Kenya, 13.42,05

10 000 meter

1 Kipsubai Koskei, Kenya, 28.11,70

2 Ahmed Salah, Djibouti, 28.17,40(NR)

3 Mohamed Ali Chouri, Tunisien, 28.49,80

3 000 meter hinder

1 Joshua Kipkemboi, Kenya, 8.27,88

2 Lahcene Babaci, Algeriet, 8.36,60

3 Habib Chérif, Algeriet, 8.38,26

110 meter häck

1 Philip Sang, Kenya, 14,15

2 Riad Benhaddad, Algeriet, 14,36

3 Hisham Mohamed Makin, Egypten, 14,60

400 meter häck

1 Amadou Dia Ba, Senegal, 49,30

2 Henry Amike, Nigeria, 49,95

3 Ahmed Abdel Halim Ghanem, Egypten, 50,77

Höjdhopp

1 Mohamed Aghlal, Marocko, 2,17

2 Boubacar Guèye, Senegal, 2,14

3 Azzedine Mostéfa, Algeriet,  2,05
 
3 Belba Ngaroudel, Tchad, 2,05

Stavhopp

1 Mohamed Bouihiri, Marocko, 4,60

2 Mongi Labidi, Tunisien, 4,40

3 Choukri Abahnini, Tunisien, 4,40

Längdhopp

1 Paul Emordi, Nigeria, 7,90

2 Yusuf Alli, Nigeria, 7,88

3 Joseph Kio, Nigeria, 7,82

Tresteg

1 Joseph Taiwo, Nigeria, 17,19

2 Ajayi Agbebaku, Nigeria, 16,96

3 Mamadou Diallo, Senegal, 16,68

Kula

1 Ahmed Mohamed Ashoush, Egypten, 18,45

2 Ahmed Kamel Shata, Egypten, 18,09

3 Mohamed Fatihi, Marocko, 16,95

Diskus

1 Mohamed Naguib Hamed, Egypten, 58,62

2 Abderrazak Ben Hassine, Tunisien, 54,46

3 Mohamed Fatihi, Marocko, 48,86

Slägga

1 Hakim Toumi, Algeriet, 68,64

2 Hisham Abdeslam Zaki, Egypten, 61,04

3 Yacine Louail, Algeriet, 59,90

Spjut

1 Tarek Chaabani, Tunisien, 77,40

2 Mongi Alimi, Tunisien, 73,88

3 Ahmed Mahour Bacha, Algeriet, 71,86

Tiokamp

1 Mourad Mahour Bacha, Algeriet, 7 022

2 Hatem Bachar, Tunisien, 6 890

3 Abdennacer Moumen, Marocko, 6 810

Gång 20 km landsväg

1 Abdelwahab Ferguène, Algeriet, 1:30.02

2 Benamar Kachkouche, Algeriet, 1:30.02

3 Hassan Kouchaoui, Marocko, 1:32.46

4 x 100 meter

1 Nigeria,  39,49

2 Elfenbenskusten, 39,94

3 Senegal,  40,86

4 x 400 meter

1 Senegal,  3.04,76

2 Nigeria, 3.04,85

3 Kenya,  3.06,73

### Damer
100 meter

1 Doris Wiredu, Ghana, 11,88

2 Joyce Odhiambo, Kenya, 11,93

3 Grace Armah, Ghana, 11,98

200 meter

1 Nawal El Moutawakil, Marocko, 23,93

2 Mercy Addy, Ghana, 24,42

3 Joyce Odhiambo, Kenya, 24,44

400 meter

1 Ruth Atuti, Kenya, 54,05

2 Mable Esendi, Kenya, 54,88

3 Mercy Addy,  Ghana, 56,36

800 meter

1 Justina Chepchirchir, Kenya, 2.04,52

2 Florence Wanjiru, Kenya, 2.05,96

3 Célestine N'Drin, Elfenbenskusten, 2.07,72

1 500 meter

1 Justina Chepchirchir, Kenya, 4.18,45

2 Fatima Aouam, Marocko, 4.22,75

3 Leïla Bendahmane, Algeriet, 4.23,15

3 000 meter

1 Mary Chepkemboi, Kenya, 9.19,05

2 Regina Chemeli, Kenya, 9.22,17

3 Leïla Bendahmane, Algeriet, 9.26,28

100 meter häck

1 Maria Usifo, Nigeria, 13,42

2 Awa Dioum-Ndiaye, Senegal, 14,40

3 Chérifa Meskaoui, Marocko, 14,55

400 meter häck

1 Nawal El Moutawakil, Marocko, 56,01

2 Rachida Ferdjaoui, Algeriet, 63.17

3  

Höjdhopp

1 Awa Dioum-Ndiaye, Senegal, 1,76

2 Lucienne N'Da, Elfenbenskusten, 1,73

3 Salimata Coulibaly, Elfenbenskusten, 1,70

Längdhopp

1 Marianne Mendoza, Senegal, 5,93

2 Basma Gharbi, Tunisien, 5,77

3 Dalila Tayebi, Algeriet, 5,68

Kula

1 Odette Mistoul, Gabon, 15,51

2 Souad Malloussi, Marocko, 15,31

3 Aïcha Dahmous, Algeriet, 13,44

Diskus

1 Zoubida Laayouni, Marocko, 52,70

2 Aïcha Dahmous, Algeriet, 50,12

3 Chérifa Meskaoui, Marocko, 46,04

Spjut

1 Ténin Camara, Elfenbenskusten, 45,48

2 Samira Benhamza, Marocko, 44,90

3 Naïma Fouad, Marocko, 44,40

Sjukamp

1 Chérifa Meskaoui, Marocko, 5 448

2 Frida Kiptala, Kenya, 5 292

3 Nacèra Achir, Algeriet, 5 195

4 x 100 meter

1 Kenya, 46,18

2 Ghana, 46,20

3 Gambia, 47,20

4 x 400 meter

1 Kenya, 3.37,76

2 Ghana, 3.45,96

3 Marocko3.54,41

## Medaljfördelning
| Plac | Nation          |    |   |   | Totalt |
| ---- | --------------- | -- | - | - | ------ |
| 1    | Kenya           | 10 | 6 | 3 | 19     |
| 2    | Marocko         | 7  | 3 | 8 | 18     |
| 3    | Nigeria         | 6  | 6 | 2 | 14     |
| 4    | Algeriet        | 4  | 4 | 5 | 13     |
| 5    | Senegal         | 4  | 4 | 2 | 10     |
| 6    | Egypten         | 2  | 2 | 2 | 6      |
|      | Elfenbenskusten | 2  | 2 | 2 | 6      |
| 8    | Tunisien        | 1  | 5 | 2 | 8      |
| 9    | Ghana           | 1  | 3 | 2 | 6      |
| 10   | Gabon           | 1  | 0 | 0 | 1      |
| 11   | Sudan           | 0  | 1 | 2 | 3      |
| 12   | Djibouti        | 0  | 1 | 0 | 1      |
| 13   | Tchad           | 0  | 0 | 1 | 1      |
|      | Gambia          | 0  | 0 | 1 | 1      |